# Machimoides
Machimoides is een geslacht van rechtvleugeligen uit de familie sabelsprinkhanen (Tettigoniidae). De wetenschappelijke naam van dit geslacht is voor het eerst geldig gepubliceerd in 1950 door Rehn.

## Soorten
Het geslacht Machimoides omvat de volgende soorten:
- Machimoides minarum Rehn, 1950
- Machimoides rehni Gorochov, 2012
- Machimoides vivasi Rehn, 1950
- Machimoides yuracare Rehn, 1950